# Anthurium pradoense
Anthurium pradoense är en kallaväxtart som beskrevs av Thomas Bernard Croat. Anthurium pradoense ingår i släktet Anthurium och familjen kallaväxter. Inga underarter finns listade.